# Schronisko turystyczne
Schronisko turystyczne, schronisko górskie, schronisko – budynek położony w pobliżu szlaku turystycznego, najczęściej w górach, pełniący funkcje gastronomiczne i noclegowe.
Schroniska najczęściej zlokalizowane są poza obszarami zabudowanymi, świadczą minimalny zakres usług związanych z ruchem turystycznym i służą jako miejsce odpoczynku czy schronienie przed wpływem niekorzystnych warunków atmosferycznych. Bywają także wyposażone w punkt informacji turystycznej czy wypożyczalnię sprzętu turystycznego i sportowego.